# Geniates pallidus
Geniates pallidus är en skalbaggsart som beskrevs av Hermann Burmeister 1844. Geniates pallidus ingår i släktet Geniates och familjen Rutelidae. Inga underarter finns listade i Catalogue of Life.